# 9. vestlige længdekreds
Den 9. vestlige længdekreds (eller 9 grader vestlig længde) er en længdekreds, der ligger 9 grader vest for nulmeridianen. Den løber gennem Ishavet, Atlanterhavet, Europa, Afrika, det Sydlige Ishav og Antarktis.